# مرتضی زرین‌گل
مرتضی زرین‌گل (زادهٔ ۱۳۳۰ در بیجار) نمایندهٔ حوزهٔ انتخابیهٔ بیجار در دورهٔ پنجم مجلس شورای اسلامی بوده‌است. وی پیش‌تر در دورهٔ سوم نیز عضو این مجلس بود.